# Zabicie Wapowskiego w czasie koronacji Henryka Walezego
Zabicie Wapowskiego w czasie koronacji Henryka Walezego – obraz olejny na płótnie o wymiarach 132 × 101 cm autorstwa Jana Matejki pochodzący z wczesnego okresu twórczości malarza, namalowany w 1861. Obraz w 1862 został zakupiony przez prezesa Towarzystwa Przyjaciół Sztuk Pięknych księcia Władysława Hieronima Sanguszkę za kwotę 800 florenów. Publiczności prezentowany był w 1883 na Wawelu, na wystawie jubileuszowej dzieł Matejki, następnie w 1894 we Lwowie w Pawilonie Jana Matejki podczas Powszechnej Wystawy Krajowej, gdzie szeroka publiczność widziała go po raz ostatni.
Przez ponad 100 lat uznawany za zaginiony, odnalazł się w prywatnej kolekcji w Ameryce Południowej. Od 10 do 22 stycznia 2012 był wystawiany na Zamku Królewskim na Wawelu a następnie przez dwa tygodnie na przełomie lutego i marca tego samego roku w Muzeum Śląskim w Katowicach. 
W czerwcu 2017 został sprzedany na aukcji za 3 miliony 200 tysięcy złotych. 

## Opis obrazu
Obraz przedstawia wydarzenie, które miało miejsce w 1574 na Wawelu w Krakowie. Podczas turnieju rycerskiego uświetniającego uroczystości koronacyjne Henryka Walezego kopię zatkniętą przez Samuela Zborowskiego podjął dworzanin kasztelana wojnickiego, Jana Tęczyńskiego. Zborowski pochodzący z wysokiego rodu, uznał to za obrazę tak dużą, że zaatakował kasztelana Tęczyńskiego śmiertelnie raniąc czekanem podkomorzego sanockiego Andrzeja Wapowskiego usiłującego zapobiec burdzie. Malarz przedstawił moment, w którym śmiertelnie rannego Wapowskiego przyniesiono do komnaty przed oblicze króla. Na pierwszym planie widać grupę z rannym (lub martwym już) Wapowskim, w centrum stoi Jan Tęczyński wskazujący prawą dłonią na zwłoki podkomorzego i proszący króla o sprawiedliwy wyrok, a po prawej stoi sprawca Samuel Zborowski z czekanem w lewej dłoni. 
Zakłopotanie Henryka Walezego wskazuje, że słaby, uwikłany w elekcyjne komeraże ze Zborowskimi, król nie będzie w stanie prawa wyegzekwować, gdy dotyka ono przedstawiciela możnego rodu.